# Chimära-Bulldoggfledermaus
Die Chimära-Bulldoggfledermaus (Eumops chimaera) ist eine Fledermausart der Gattung der Bulldoggfledermäuse, die im südwestlichen Brasilien und in Bolivien vorkommt.

## Beschreibung
Die Chimära-Bulldoggfledermaus ist ein mittelgroßer Vertreter der Bulldoggfledermäuse. Die Unterarmlänge beträgt etwa 66,00 – 68,50 mm, die Ohren sind mit etwa 27,5 – 31 mm recht groß und in der Mitte zusammengewachsen. Der Antitragus ist breiter (etwa 8,8 mm) als der Tragus (etwa 4,35 mm). Das Rückenfell ist dunkelbraun, die Bauchseite etwas heller gefärbt. Das Gesicht ist schwarz und wenig behaart. Die Fledermausart ist anderen Vertretern der Gattung der Bulldoggfledermäuse ähnlich, kann jedoch auf Grund morphologischer Unterschiede des Schädels sowie der Zähne unterschieden werden.

## Verbreitung
Bisher sind nur wenig Exemplare aus Brasilien sowie aus Bolivien bekannt, die Fundorte liegen etwa 1.500 km auseinander. Das genaue Verbreitungsgebiet ist somit nicht bekannt.

## Systematik
Die Chimära-Bulldoggfledermaus wurde auf Grund morphologischer Unterschiede sowie genetischen Analysen als eigene Art eingestuft. Die Art wird in die perotis-Gruppe eingeordnet, zu der die Westliche Bulldoggfledermaus (Eumops perotis) und die Kolumbien-Bulldoggfledermaus (Eumops trumbulli) gehören. Die beiden Arten sind Schwestertaxa der Chimära-Bulldoggfledermaus.

## Etymologie und Forschungsgeschichte
Der Holotypus wurde 2013 von  K. V. Lobão im südwestlichen Brasilien, im Nationalpark Parque Estadual do Rio Doce gesammelt. Das Artepitheton ist die Latinisierung des griechischen Worts für Chimära, einem mystischen, griechischen Mischwesen, was auf die morphologischen Merkmale der Art Bezug nimmt, die mit verschiedenen anderen Arten der Gattung der Bulldoggfledermäuse übereinstimmen.